# Kim Nỗ
Kim Nỗ là một xã thuộc huyện Đông Anh, thành phố Hà Nội, Việt Nam.

## Địa lý
Xã Kim Nỗ nằm cách trung tâm thành phố Hà Nội 13 km, có vị trí địa lý:
- Phía đông giáp xã Vân Nội và xã Vĩnh Ngọc
- Phía tây giáp xã Kim Chung
- Phía nam giáp xã Hải Bối
- Phía bắc giáp xã Nam Hồng và xã Vân Nội.

Xã Kim Nỗ có diện tích 6,51 km², dân số năm 2022 là 16.577 người, mật độ dân số đạt 2.546 người/km².
Khu đô thị Bắc Thăng Long - Vân Trì nằm một phần ở xã này (trong 6 xã).

## Hành chính
Xã Kim Nỗ được chia thành 5 thôn: Bắc, Cầu Thăng Long, Đoài, Đông, Thọ Đa.

## Lịch sử
Thời Hùng Vương, Kim Nỗ thuộc bộ Vũ Ninh.
Sau Cách mạng tháng Tám năm 1945, địa bàn Kim Nỗ thuộc huyện Đông Anh, tỉnh Phúc Yên.
Đầu năm 1946, các làng: Thọ Đa, Kim Nỗ, Đồng Nhân hợp thành xã Văn Hiến thuộc huyện Đông Anh, tỉnh Phúc Yên.
Năm 1949, xã Văn Hiến sáp nhập với xã Văn Phong thành xã Thành Công thuộc huyện Đông Anh, tỉnh Phúc Yên gồm 6 thôn: Kim Nỗ, Thọ Đa, Đồng Nhân, Hải Bối, Cổ Điển, An Hà.
Tháng 3 năm 1955, xã Thành Công chia thành xã Thành Công và xã Anh Dũng. Xã Thành Công (gồm thôn Kim Nỗ và Thọ Đa) và xã Anh Dũng (gồm các thôn: Đồng Nhân, Hải Bối, Cổ Điển, An Hà) thuộc huyện Đông Anh, tỉnh Vĩnh Phúc.
Ngày 20 tháng 4 năm 1961, Quốc hội ban hành Nghị quyết về việc xã Thành Công và xã Anh 
Dũng, huyện Đông Anh, tỉnh Vĩnh Phúc vào thành phố Hà Nội quản lý.
Năm 1964, xã Thành Công đổi tên thành Kim Nỗ với 2 thôn và 14 xóm. Trong đó, thôn Thọ Đa có 4 xóm: Trại, Phùn, Đụn, Miễu và thôn Kim Nỗ có 10 xóm: Một Bắc, Hai Bắc, Ba Bắc, Bốn Bắc, Chùa, Trại, Bàng, Đoài, Bến, Đông.
Sau đó, xã Kim Nỗ được chia làm 4 thôn: thôn Bắc (gồm các xóm: Một Bắc, Hai Bắc, Ba Bắc, Bốn Bắc); thôn Đông (gồm các xóm: Đông, Bến, Trại); thôn Đoài ( gồm các xóm: Chùa, Bàng, Đoài), thôn Thọ Đa (gồm các xóm: Trại, Phù, Đụn, Miễu) và 1 khu dân cư Thăng Long.
Năm 2014, khu dân cư Thăng Long được UBND thành phố Hà Nội phân loại trở thành thôn Cầu Thăng Long.